# Mike Hooper
Michael Dudley Hooper (Bristol, 10 febbraio 1964) è un ex calciatore britannico, di ruolo portiere.

## Carriera
Ha giocato in Premier League con Liverpool e Newcastle United con cui, nella stagione 1994-1995, ha giocato pure 2 partite in Coppa UEFA; ha inoltre giocato in Coppa delle Coppe con la maglia del Wrexham.

## Palmarès

### Club

#### Competizioni nazionali
- Coppa del Galles: 1

Wrexham: 1985-1986
- Campionato inglese: 2

Liverpool: 1987-1988, 1989-1990
- Coppa d'Inghilterra: 2

Liverpool: 1988-1989, 1991-1992
- Community Shield: 4

Liverpool: 1986, 1988, 1989, 1990
- First Division: 1

Sunderland: 1995-1996